# Izabel Goulart
Maria Izabel Goulart Dourado (São Carlos, 23 ottobre 1984) è una supermodella e attrice brasiliana.

## Carriera
Izabel Goulart viene notata all'età di quattordici anni da un hairstylist, che le suggerì di diventare una modella. La Goulart si trasferì nella capitale San Paolo dove cominciò la propria carriera. In breve tempo la Goulart viene scelta per le sfilate di numerosi stilisti come Bill Blass, Balenciaga, Bottega Veneta, Oscar de la Renta, Valentino, Jill Sander, Chanel, Michael Kors, Ralph Lauren e Stella McCartney.
Nel 2005 viene scelta per essere uno degli angeli di Victoria's Secret, a cui deve gran parte della sua popolarità. Nel 2007, insieme agli altri angeli, riceve una stella sulla Hollywood Walk of Fame di Los Angeles. L'anno successivo non le viene rinnovato il contratto da angelo, ma continua a sfilare ininterrottamente per il marchio fino al 2016, prendendo parte a 12 show. In seguito è stata la testimonial di alcune campagne pubblicitarie internazionali di Armani. Nel 2008 è apparsa sulla copertina di GQ e di Esquire.
Apparirà nella campagna pubblicitaria di Dolce & Gabbana per la collezione primavera/estate 2011, ispirata alla tradizione femminile siciliana, con le colleghe Alessandra Ambrosio, Isabeli Fontana e Maryna Linchuk.
Izabel Goulart è spesso stata ospite della trasmissione Late Night with Conan O'Brien ed è comparsa in un episodio di Due uomini e mezzo e di Entourage, insieme alla collega Alessandra Ambrosio. Nel 2017 prende parte ad un piccolo ruolo nella pellicola Baywatch.

## Vita privata
Dopo una serie di anni passati con l'imprenditore Marcelo Costa, nel 2016 è diventata la compagna del calciatore e portiere del Eintracht Francoforte Kevin Trapp.

## Agenzie
- Ten Model Management
- Louisa Models
- Viva Models - Parigi
- Independent
- Women Management - New York, Milano, Parigi

## Filmografia

### Attrice
- Due uomini e mezzo (Two and a Half Man) – serie TV, episodio 4x09 (2006)
- Entourage – serie TV, episodio 3x13 (2007)
- Baywatch, regia di Seth Gordon (2017)

### Video musicali
- Indecente di Anitta